# ثقافة الشاي
ثقافة الشاي (بالإنجليزية: Tea culture)‏ هي الطريقة التي يتم فيها صناعته وإستهلاكه، وبالطريقة التي يتفاعل فيها الناس مع الشاي وايضاً بالجماليات المحيطة لشرب الشاي، ويشمل جوانب إنتاج الشاي، تخمير الشاي، حفل وفنون الشاي، المجتمع، التاريخ، الصحة، الأخلاق، التعليم وقضايا الإعلام والاتصال.
يستهلك الشاي عادة في المناسبات الاجتماعية وأنشأت العديد من الثقافات احتفالات رسمية التي تم عقدها لهذه الأحداث.
و من هذه الأمثلة الغربية إقامت حفل الشاي وشرب الشاي في وقت الظهيرة. احتفالات الشاي، مع جذوره في ثقافة الشاي الصينية، وتختلف بين الدول الشرقية، مثل حفل الشاي الياباني أو الكوري.و مع ذلك، قد تختلف في التحضير، كما هو الحال في التبت، حيث يخمر الشاي عادة مع الملح والزبدة. الشاي يلعب دوراً مهم في بعض البلدان.
نشرت الإمبراطورية البريطانية تفسيرها الخاص لشاي إلى السيادات والمستعمرات بما في ذلك المناطق التي تضم اليوم ولايات الهند وهونغ كونغ وباكستان والتي كان لديها مخصصات الشاي، وكذلك مناطق مثل شرق أفريقيا (العصر الحديث كينيا وتنزانيا وأوغندا)، والمحيط الهادي (أستراليا ونيوزيلندا) والتي لم يكن لديها مخصصات الشاي.
هناك مناطق مختلفة تفضل أنواع مختلفة من الشاي - الأسود، الأخضر، أو الصيني الأسود – وتستخدم منكهات مختلفة، مثل الحليب والسكر أو الأعشاب.درجة حرارة الشاي وقوة تركيزه يختلف أيضا على نطاق واسع.

## شرق آسيا

### الصين
نظراً لأهمية الشاي في المجتمع والثقافة الصينية، بيوت الشاي يمكن العثور عليها في معظم الأحياء الصينية والمناطق التجارية.تقدم بيوت الشاي عشرات الأصناف من التلفيقات الشاي الساخنة والباردة على الطريقة الصينية.كما أنها تخدم مجموعة متنوعة من الشاي سهل التحضير و/ أو الوجبات الخفيفة التي يتم أكلها مع الشاي.بدايةّ، في اواخر الظهر، تصبح بيوت تقديم الشاي ممتلئه بالطلاب ورجال الأعمال، وبعد ذلك تستضيف محبي السهر اللذين يبحثون عن الاسترخاء.
و يوجد هناك بيوت أساسيه لتقديم الشاي.توفر اوراق الشاي الصينية واليابانية، إضافة إلى تجهيزات تصنيع الشاي وأفضل مستوى في الوجبات الخفيفة.و اخيراً، يوجد هناك بائعوا الشاي، وهم المتخصصون في بيع اوراق الشاي وزهور الشاي وكل ما يتعلق بالشاي.الشاي طبق مهم في الثقافة الصينية وقد تم ذكره ضمن الضروريات السبع في حياة الصينيون اليومية.
فترتين
في الصين، على أقل تقدير منذ عهد اسرة تانغ (Tang) كان الشاي موضعاً للتذوق ; وفي عهد سونق (Song Dynasty) عقدت الحفلات الرسمية تذوق الشاي مماثلة لتذوق النبيذ أو الخمر الحديث. بقدر تذوق النبيذ أو الخمر الحديث، كانت اهمية الأناء المناسب وجذب الانتباه امرا مدفوعاً ليجلعوا الشاي أكثر جاذبيه مع تقديم الأناء.
تاريخيا كانت هناك مرحلتين من شرب الشاي في الصين استنادا إلى شكل الشاي اللذي تم انتاجه واستهلاكه، تسمى هذي المرحلتين بالطوب الشاي يقابله اوراق الشاي الفضفاض.
مرحلة طوب الشاي.

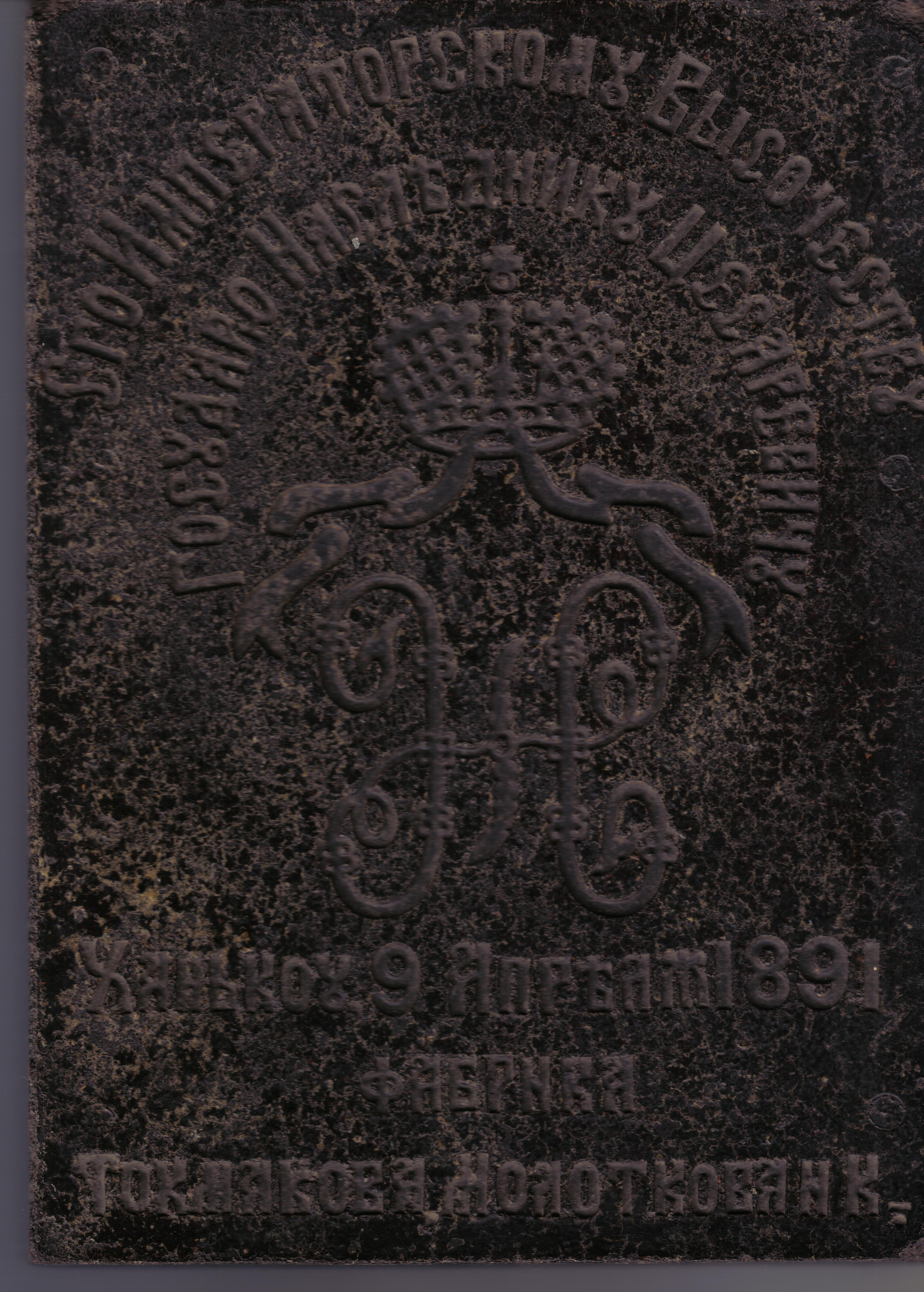
طوب الشاي صنع لاجل الجيش الإمبراطوري الروسي للقيصر نيكولاس.

قبل عهد اسرة مينغ (Ming Dynasty) كان الشاي الذي يقدم لهم مصنوع من طوب الشاي.قبل فترة حصاد الشاي، اما ان تكون اوراق الشاي مجففه جزئيا أو تكون مجففة تماما على الأرض قبل ان يتم ضغطها أو تشكلها إلى طوب.البلوتونيوم إره (Pu-erh) هو الذي يؤثر على عملية ضغط الشاي.كان يستخدم طوب الشاي في بعض الأوقات كعملة. لتحسين قدرته على التحمل كعمله، بعض طوب الشاي يكون عباره عن مزيج من بعض المواود التي تزيد من كثافتها مثل الدم. لتقديم شرب طوب الشاي يتطلب خطوات متعددة:
•	التحميص: عادة ما يكون تحميص الشاي على النار اولا بعد شرائه للقضاء على أي بكتيريا أو حشرات قد تكون متطفله على طوب الشاي.وتحدث هذه المشكلة احيانا عندما يترك الشاي مفتوحا في المخازن والمستودعات.يضيف التحميص مذاقا ممتعما لشاي.
- الطحن: يتم كسر طوب الشاي وجرشه إلى مسحوق ناعم.مازال اليابانيون يستخدمونها في تجفيف الشاي وتسمى (ماتشا) (Matcha).
- الخفق: يمزج الشاي المجفف داخل الماء الساخن ويحرك حتى يرغا مع خفقه قبل التقديم. ويشرب الشاي المجفف الذي يتمتع بخليط من الألوان والأشكال المختلفة.

يفضل الشاي المخفوق والمسحوق المستخدم في ذلك الوقت ان يكون في أوعية منقوشه وداكنة والتي يمكن أن تتمتع بنسيج مسحوق الشاي.و من الأواني المفضلة الذي يكون مصقولاً بأسماء مثل بقعة النفط، طائر الريشة، فرو الأرنب، صدفة السلحفاة، وجميعها تعتبر ذات قيمة عالية اليوم. ويرجع أسماء أوعية الشاي التي تخفي ورائها معاني لعبارات شعرية اشتهرت في ذلك الوقت مثل «الطائر في دوامات السحب» أو «الثلج على فرو الأرنب».و متعتة الشاي في هذه الفترة تكمن أكثر في انماطه واشكاله أقل من نكهته. استخدام الشاي المجفف لا يزال الكثير يشاهده في حفل الشاي الياباني أو تشادو (Chado).
مرحلة أوراق الشاي الفضفاض.

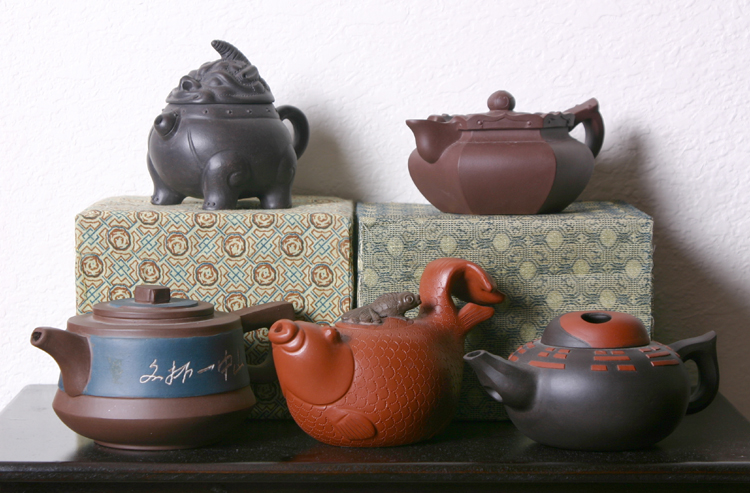
عرض لمجموعة أنماط رسميه متنوعة من خمسة اباريق مصنوعة من طين ييشينغ (Yixing)

الأمبراطور هونغ وو (Hongwu Empero)، مؤسس «أسرة مينغ» (Ming Dynasty) بعد 1391، وأصدر ان دفع ضرائب الشاي للمحكمة ليتغير شكل الشاي من طوب إلى أوراق فضفاضة. حول إصدار الاأمبراطور بسرعه كبيره عادات الشعب في شرب الشاي وتغير شكل الشاي المخفوق اًلى شاي منقوع.لأعداد أسلوب جديد لتحضيرالشاي يتطلب أيضا إنشاء أو أستخدام أوعية جديدة.
•	اوعية الشاي كانت شيئا لابد منه لتكون اوراق الشاي منقوعه كل واحدة على حدا حتى يكون لشرب الشاي مذاقا مركزا.من احتياجات الشاي ان يبقى دافئا ويفضل ازالة اوراق الشاي عند وصوله إلى درجة التركيز التي يرغب بها.
•أوعية الشاي أصبحت امرا ظروريا ليكون الشاي في درجة الحرارة المطلوبة وليكون محافضا على مذاقه ايضاً. ويرجع السبب إلى ان اوراق الشاي لم تكن قادره على الثبات في درجة معينه من اللون والمذاق مثل طوب الشاي.علاوة على ذلك، أصبح من أسهل جداً تمييزالرائحة الطبيعية للشاي التي يمكن ان تكون ورائها طريقة جديدة لاعداد الشاي.
•وكان تغيير أوعية شرب الشاي في الصين واضحاً في هذه النقطة.كانت الأطباق الصغيرة العادية أو التي ذات التصاميم البسيطة على الأسطح الداخلية مفضله أكثر من الأطباق الكبيرة للأستمتاع باستخدام اشكال متنوعة لتصنيع الشاي المجفف. شرب الشاي في أوعية وأكواب صغيره كان معتمدا منذ ان كانت تجمع وتوجهه بخار وعبق رائحة الشاي إلى الأنف وتسمح بتقدير قيمة أفضل لنكهة الشاي.
تيواري (Teawares) صنع من النوع الخاص من الطين الأرجواني (زيشا) (Zisha) من ييشينغ (Yixing) ومضى على وضعه خلال فترة عهد (أسرة مينغ) (Ming Dynasty).و للحفاظ على حرارته ونفوذيته (أي عدم أختراقه) بشكل أفضل صُنع الهيكل الاساسي للطين الأرجواني من مواد مفيدة مع كثافة قليلة وعالية. سيطرت بساطة فكرة الطين الأرجواني التيواري على فن الزخرفة.أصبح قريبا الأسلوب الأكثر شعبية من أداء مراسم الشاي الصيني، والتي غالبا ما يجمع بين الأدب والخط والرسم وختم القطع في الثقافة الصينية.مازال أوراق الشاي الفضفاض والطين الأرجواني التواري هو الأسلوب المفضل لتحضير الشاي في حياة الصينيون اليومية.

## هونغ كونغ
تطور الشاي على الطريقة الإنجليزية إلى نمط جديد من المشروب المحلي،
طريقة هونغ كونغ في تحضير شاي بالحليب، في كثير من الأحيان يستخدم الشاي بالحليب ولكن ف هونغ كونغ يُستخدم طريقة تبخير الحليب بدلا من الحليب العادي. وهو شائع جدأ في شا شان تينغز (cha chaan tengs) ومحلات الوجبات السريعة مثل قهوة دي كورال (Café de Coral) وماكسيمس اكسبرس (Maxims Express). يشمل الشاي التقليدي الصيني على الشاي الأخضر، زهور الشاي وياسمين الشاي، بو إره الشاي (Pu-erh tea)، وجميعها شائعة ويتم تقديمها في مطعم ديم سوم (dim sum) في يم تشا (yum cha).

### اليابان

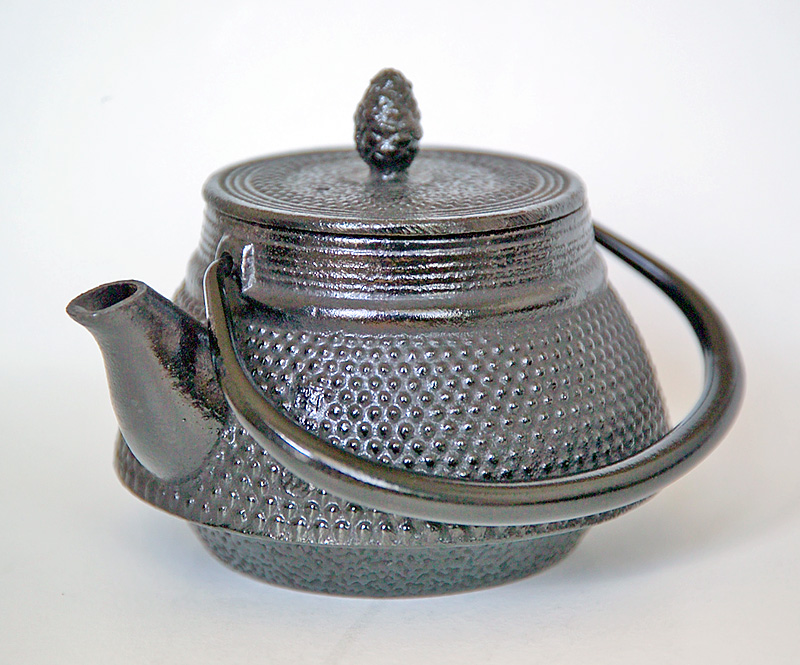
كوب واحد الحجم ، إبريق الشاي الحديدي المصقول بالزهور اليابانية المأخوذ من منطقة توهوكو (Tōhoku region) ، معد خصيصاً لمن يهوا تجميع القطع.

يعد الشاي الأخضر من الادوار التقليدية في اليابان حيث يتم تقديمه كمشروب للضيوف المقربين والمناسبات الخاصة.
و يقدم الشاي الأخضر في كثير من الشركات أثناء استرحة الموظفين في وقت الظهيرة.غالبا ما يشتري اليابانيون بعض الحلوى لزملائهم عندما يكونون في عطلة أو في رحلة عمل.وعادة تكون هذه الوجبات الخفيفه ممتعة مع الشاي الأخضر.و أيضا في الشركات يتم اعداد الشاي للزوار القادمين لعقد الأجتماعات وايضا يتم اعداده في بيوت اليابانيون لضيوف المقربين.الوعاء الحافظ للحراره الذي يتم فيه وضع الشاي بالكامل هو العنصر الرئيسي في النزهات العائليه والمدرسية كونه المرافق في حقيبة الغداء. تقوم العائلات غالبا باحضار اكواب الشاي اليابانية على طول المناسبات لتعزيز التمتع بالشراب التقليدي.
تربط الثقافة القوية اليابانيون بما لديهم مع الشاي الأخضر والذي يعد المشروب الأكثر شعبية الذي يتم شربه مع الأكلات اليابانية التقليدية مثل السوشي، ساشيمي، تيبمورا (sushi، sashimi and tempura).
يتم تقديم الشاي الاخظر غالبا في المطاعم مع الوجبات بدون رسوم أضافية، والعديد أيضا من العبوات حسب الرغبة.
في أفضل المطاعم اليابانية التقليدية يهتمون في اختيار الشاي اللذين يقدمونه بقدر ما يقومون بتحضير الطعام نفسه.

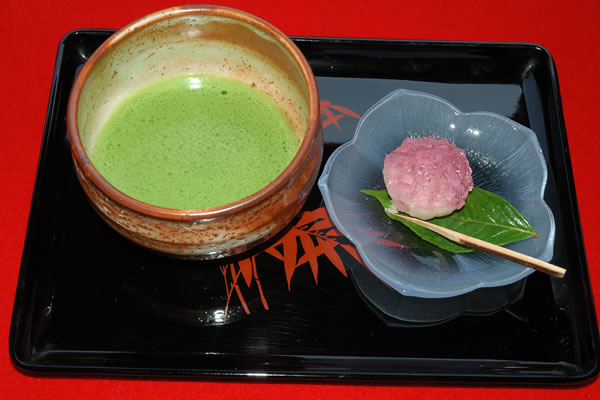
كوب شاي الماتشا (Matcha) وحلوى الكيك.

لازال الكثير من اليابانيون يقومون بتدريس فن تحضير الشاي على طريقة العصور القديمة للحفلات الشاي. ومع ذلك لايزال اليابانيون في الوقت الحالي يستمتعون بصنع الشاي الأخضر باستخدام أحدث ما توصلت إليه التكنولوجيا.اما اليوم، يقومون بإستخراج الشاي بطريقة الضغط اليدوي، يفعلونها أمام السياح واصبحت الآن كأسلوب يتم تدريسه للحفاظ على جزء من التراث والتقاليد الثقافية اليابانية.معظم ألالات البيع في كل مكان تحمل أيضاتشكيلة واسعة كل من الشاي الساخن والبارد المعباء في زجاجات. يتمتع الشاي الصيني الأسود بشعبية كبيره. ويتواجد الشاي الأسود بكثره في المقاهي ويتم تقديمه غالبا مع الحليب أو الليمون في المقاهي والمطاعم.
تتضمن اليابان أهم المناطق الكبرى المنتجة للشاي وهي شيزوكاو (Shizuoka Prefecture) مدينة أوجي (Uji) في ولاية كيوتو (Kyoto Prefecture).
وايضا هناك مشروب اخر يحمل اسم تشا (cha) وهو شاي الشعير موغي تشا (mugi-cha) ويعتبر الأكثر شعبية في الصيف كونه مشروب بارد، وشاي الحنطة السوداء سوب تشا (soba-cha) وشاي الكوبيه أما تشا (ama-cha).

### ميانمار
(بورما سابقأ) هي واحدة من البلدان القليله جداً الذين لا يقومون بشرب الشاي فقط بل يقومون بأكله وهو مخلل كما يأكلون لهابيت (lahpet) ويقومون بتقديمه وهو مخلل مع مرافقات مختلف. وتسمى هابيت أي (الشاي الرطب) على النقيض من (lahpetchauk) (الشاي الجافة) أو (jaukakyan) (النفط الخام) مع الشاي الأخضر - المصنوع من (yeinway jan) أو معنى (laphetyojan) العادي أو الخام.يزرع الشاي كثير في ولاية شان (Shan) في ميانمار وأيضا ولاية كاشين (Kachin) ولصنع الشاي الأخضر يتم وضع الشاي وهو جاف على الفحم في مقلاة قبل إضافة الماء المغلي. هو المشروب الوطني في الغالب لدى السكان البلاد البوذيين الذي لا يحتوي على خمر أكثر من مشروب الشعير الساخن. يعرف الشاي المحلاة مع الحليب ب (lahpet yeijo) ليفت يجيو المصنوع من (acho jauk) أكو جاكو أي الجاف المحلاة أو الشاي الأسود ويحضر بالطريقة الهندية ويخمر وو يحلى مع الحليب المكثف. هو مشروب له شعبية كبيره وايضا الطبقات المتوسطة والكبيره الذين يفضلون القهوة يشربونه أكثر من مره في اليوم.كان الهنود المهاجرين يقدمون الشاي في الميانمار والبعض منهم يفضلون الشاي المعروف بأسم كاكا هاسينغ (kaka hsaing) وتطور فيما بعد إلى (lahpetyei hsaing) لاهبيتي هاستينغ أي (مقهى).

## العلاقة الأجتماعية
ثقافة الشارع في بورما هي في الأساس ثقافة الشاي من الناس، معظمهم من الرجال وأيضا النساء وعائلات، يخرجون يتنزهون في المقاهي يقرأون الجرائد أو يتبادلون أطراف الحديث والأخبار مع الاصدقاء، والقيل والقال والمزاح، يقدم الشاي الهندي مع مجموعة متنوعة من الوجبات الخفيفة من كعكة الكريمة وأعواد الخبز الصينية المقلية المشتهره بأسم ياوتياو (youtiao) والكعك المطهو بالبخار المسمى ب الباوزي (baozi) وأيضاً خبز النان (naan) الهندي والسمبوسة.يقدم الشاي الأخضر مجانا كأول شي يحضا به الزبون على طاولة الطعام في المطاعم كما هو في المقاهي.
و خلافا لما حدث في الغرب، حتى الآن، الاقلية يتنزهون لشرب الشاي في الحانات والنوادي. تم العثور على محلات الشاي من أصغر قرية إلى المدن الرئيسية في البلاد في كل حي صعودا وهبوطا. وهي مفتوحة من بزوغ الفجر لتناول الأفطار حتى وقت متأخر في المساء، وبعضها مفتوحة 24 ساعة لتقديم الطعام للسائقين والمسافرين لمسافات طويلة.في أواخر سنة 1970 في يانغون (Yangon) المشروب الأكثر شعبية كان يسمى ب شوي هليجيا (Shwe Hleiga) أي (السلالم الذهبية) وفي وسط مدينة يانغون كان الهتاف على الأرصفة وعلى طاولات ومقاعد الزبائن وعلى اواخر السلالم. ويوجد أيضا مقاهي في محطات الحافلات المزدحمة وكذلك الأسواق.وميزة قطار ميانمار انه يوجد فيه بائعين الشاي المتجولين الذين يقفزون على متن القطار ويقومون بتقديم الشاي للركاب.